# Katya ijensis
Katya ijensis är en spindelart som beskrevs av Prószynski, Deeleman-Reinhold 20. Katya ijensis ingår i släktet Katya och familjen hoppspindlar. Inga underarter finns listade i Catalogue of Life.